# Kökény
Kökény is een plaats (község) en gemeente in het Hongaarse comitaat Baranya. Kökény telt 625 inwoners (2006).